# William E. Paul
William Erwin Paul (* 12. Juni 1936 in New York City, New York; † 18. September 2015 ebenda) war ein US-amerikanischer Immunologe.

## Leben und Wirken
Paul erwarb 1960 einen M.D. an der State University of New York in Brooklyn, New York. Er leitete das Labor für Immunologie am National Institute of Allergy and Infectious Diseases (NIAID), einer Einrichtung der National Institutes of Health (NIH) in Bethesda, Maryland. Er war zusätzlich Professor an der University of Pennsylvania in Philadelphia, Pennsylvania und an der Universität Tel Aviv in Tel Aviv, Israel.
Paul beschäftigte sich mit der Regulation der Immunantwort, insbesondere dem Einfluss der Zytokine darauf; mit der Dynamik von Lymphozyten; damit, wie eine differenzierte Rektion von Th1 und Th2-T-Lymphozyten generiert wird; mit der Entstehung, Lebensspanne und Aktivierung von T-Zell-Gedächtniszellen und ihrer Bedeutung für die Impfbiologie; mit dem IL-4-Rezeptor und seinen Signalmechanismen. Weitere Arbeiten befassten sich mit der Pathogenese von HIV-Infektionen und den Möglichkeiten eines HIV-Impfstoffes.
Paul gehörte zu den Herausgebern zahlreicher Fachzeitschriften, darunter der renommierten Proceedings of the National Academy of Sciences (PNAS), und war Hauptherausgeber von Annual Review of Immunology. In den Jahren 1986/1987 war er Präsident der American Association of Immunologists.

## Auszeichnungen (Auswahl)
- 1982 Mitgliedschaft in der National Academy of Sciences
- 1993 Mitgliedschaft in der American Academy of Arts and Sciences[3]
- 2008 Max-Delbrück-Medaille[4]
- 2009 Clemens von Pirquet-Medaille[5]